# Chant XII de l'Énéide

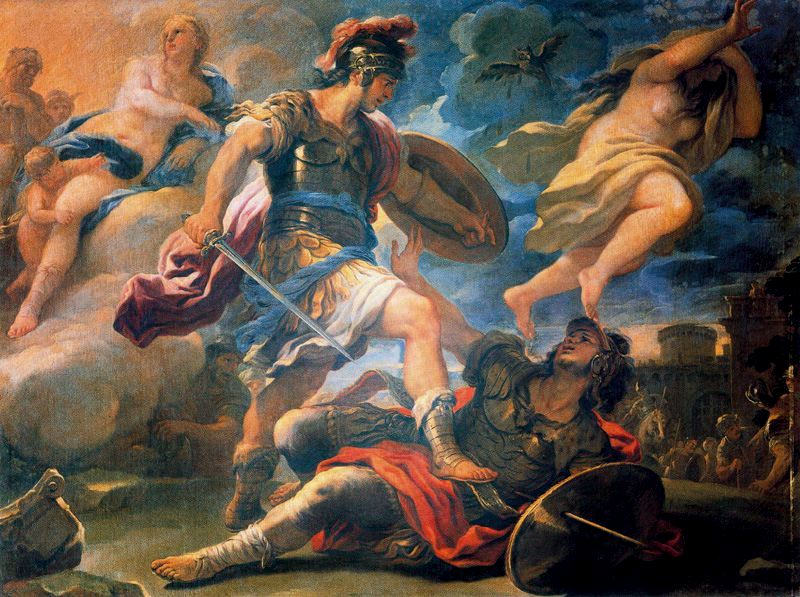
Enée terrassant Turnus - peinture de Luca Giordano

Le Livre XII de l’Énéide de Virgile est le dernier chant du poème, celui des derniers combats et de la mort de Turnus. C'est aussi le plus long, avec 952 vers (les douze chants comptent en moyenne 825 vers chacun).

## Décision de régler le conflit par un combat singulier
Turnus annonce au roi Latinus qu'il compte affronter Énée en combat singulier. Latinus tente de le convaincre d'accepter plutôt la paix et qu'Énée épouse Lavinia puisque la fortune des armes jusqu'ici montre bien que c'est la volonté des dieux. La reine Amata renchérit, craignant une issue funeste pour celui qu'elle avait choisi pour gendre, mais Turnus ne veut rien entendre : 
| « […] ardet in arma magis paucisque adfatur Amatam. “Ne, quaeso, ne me lacrimis neue omine tanto prosequere in duri certamina Martis euntem, O mater ; neque enim Turno mora libera mortis. Nuntius haec Idmon Phrygio mea dicta tyranno haud placitura refer : cum primum crastina caelo puniceis inuecta rotis Aurora rubebit, non Teucros agat in Rutulos, Teucrum arma quiescant et Rutuli ; nostro dirimamus sanguine bellum, illo quaeratur coniunx Lauinia campo.” » — v. 71-80 | « À la plaintive Amate il s'adresse en ces mots : “Reine, cessez vos pleurs, et que ce noir présage Ne suive pas Turnus dans le champ du courage; De son sort désormais Turnus n'a plus le choix, Le Destin a parlé, j'obéis à ses lois. Allez, Idmon, portez au tyran de Pergame Ces mots qui jetteront quelque effroi dans son âme : Sitôt que sur son char l'Aurore de retour Rouvrira la carrière au dieu brillant du jour, Qu'il suspende l'ardeur de ses bandes troyennes, Dans le même repos je retiendrai les miennes; C'est trop à notre cause immoler deux états, C'est à nous de finir ces funestes débats; Nous seuls déciderons du sort de l'Ausonie, Et le fer nommera l'époux de Lavinie.” » — Traduction Jacques Delille |

C'est alors que Junon convoque Juturne, sœur de Turnus, et lui annonce qu'elle pourra toujours tenter de sauver son frère, mais que l'issue sera fatale.

## Derniers combats
Les deux héros se font face, ayant chacun derrière lui une armée tenue de se contenter d'un rôle de spectateur, lorsque Juturne prend la forme de Camertès — qu'Énée avait  tué au chant IX — pour exhorter les troupes latines à ne pas laisser leur chef aller seul au combat, et à prendre part à la gloire de la victoire. C'est alors qu'un premier guerrier lance une flèche et atteint un Troyen, ce qui déclenche une mêlée générale dont la fureur est telle que certains utilisent des objets de culte dans l’élan de leur fougue. De nombreux morts s'ensuivent dans les deux camps, et notamment Eumède, fils de Dolon, tué par Turnus. 
Énée est blessé par une flèche mais Vénus vient au secours de son fils en le guérissant discrètement grâce à une eau divine et à de l’ambroisie, que lui administre son médecin Iapyx sans le savoir, mais prompt à le deviner. Énée reprenant les armes, Turnus et lui tuent de nombreux ennemis, tous deux proches de l’aristie. Pendant qu’Énée ordonne l’incendie de la ville, désespérée, Amata, qui se reproche la responsabilité du désastre et croit Turnus mort au combat, se pend par désespoir.

## Duel d’Énée et Turnus, et mort de Turnus
Après de nombreux démêlés, Turnus et Énée se retrouvent enfin face à face. Les deux armées s'arrêtent pour assister au duel. 
Sur l'Olympe, Junon, ennemie jurée de Troie qui tente de contrecarrer les plans d'Énée depuis le début, déclare forfait devant son mari Jupiter, qui a décidé que les Troyens s'installeraient en Lavinie. Elle l'implore à tout le moins de veiller à ce que le nouveau peuple issu du mélange des Troyens et des Latins porte le nom et adopte les coutumes de ces derniers, afin que le nom de Troie disparaisse à jamais. Jupiter accède à sa demande, et ajoute que le peuple latin sera un peuple pieux qui saura rendre hommage aux dieux. 
Après un long combat, Turnus est terrassé par un coup de lance d'Énée. Il lui demande de l'épargner pour éviter à son père la douleur de perdre un fils, et alors qu'Énée est près de se laisser attendrir, il remarque que Turnus porte le baudrier de Pallas, fils du roi Évandre venu lui prêter main-forte et tué par Turnus, et ne pense alors qu'à le venger. Il achève le roi des Rutules d'un coup d’épée dans le cœur.
Le poème se termine sur le vers célèbre uitaque cum gemitu fugit indignata sub umbras.